# Extase (film, 2009)
Pour les articles homonymes, voir Extase (homonymie).
Pour plus de détails, voir Fiche technique et Distribution.
Extase est un film français réalisé par Cheyenne Carron et sorti en 2009.

## Fiche technique
- Titre : Extase
- Réalisation : Cheyenne Carron
- Scénario : Cheyenne Carron
- Photographie : Antoine Marteau
- Décors : Jean-Baptiste Barjot
- Costumes : Marie-Claude Garandel
- Son : Denis Martin et Georges Prat
- Montage : Victoria Chalk
- Pays d'origine :  France
- Production : Hésiode Productions - Cheyenne Films
- Durée : 67 minutes
- Date de sortie : France - 16 février 2009

## Distribution
- Àstrid Bergès-Frisbey
- Swann Arlaud